# Aureus

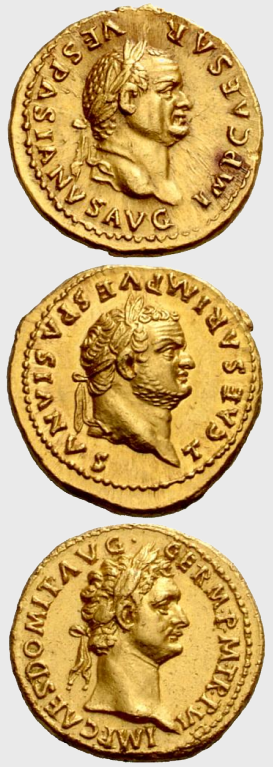
Sammlung von drei römischen Aurei mit der Darstellung der Kaiser der Flavischen Dynastie. Von oben nach unten: Vespasian, Titus und Domitian. 69–96 n. Chr.

Aureus (lateinisch; Mehrzahl Aurei) ist gewöhnlich eine 8,19 g schwere römische Goldmünze mit hohem Feingehalt, die zu Ausgabezeiten einen sehr hohen Wert hatte und über die gesamte römisch beeinflusste Welt verbreitet war. Sie war die Hauptkurantmünze des Römischen Reiches ab etwa 27 v. Chr. bis zu Beginn des 4. Jahrhunderts n. Chr.
Halbstücke des Aureus (Quinarius aureus) zählen zu den seltensten römischen Münzen überhaupt. Als Mehrfach-Aureus gab es noch den seltenen Binio (doppelten), den Quaternio (vierfachen) und den Octonio (achtfachen), die als Geschenkprägungen (Donativum) anzusehen sind.
Im Jahre 1977 wurde aus dem Museo Nazionale in Neapel ein 4-facher Aureus des Augustus (IMP XV) aus der Zeit 2 oder 3 n. Chr. gestohlen. Dieser Aureus wurde im 18. Jahrhundert in Pompeji gefunden und ist von unzweifelhafter Authentizität. Er ist weltweit das einzige bekannte Exemplar (R 5). Sein Gewicht: 30,88 Gramm. Der Prägeort ist Lugdunum (Lyon).

## Entwicklung der Münzeinheit
Der Aureus existierte bereits seit Sulla, um 82 v. Chr., als 1/30 des römischen Pfundes (ca. 327,5 g) also etwa 10,92 g. Unter Pompeius, um 71 v. Chr., wog er nur noch etwa 9,1 g (1/36 Pfd.) und unter Julius Caesar wurde er schon häufiger ausgeprägt, wobei sein Gewicht schon auf etwa 8,19 g, d. h. auf 1/40 (bis 1/42) Pfund abfiel. Mit diesem Gewicht wurde er unter Kaiser Augustus in der Aureus-Denar-As-Münzreform, nach 27 v. Chr., als größtes Münznominal eingereiht; siehe unten. Die neue Währung war anfänglich eine Gold-Silber-Standardwährung (Bimetallismus). Da das Silbergeld zum Goldaureus tendenziell über die Jahrzehnte billiger wurde, verwandelte sich der anfängliche Bimetallismus zum reinen Aureus-Goldstandard, d. h. die Denarii wurden – wie vorher schon die Messing- und Bronzemünzen – praktisch langsam zu Scheidemünzen. Das Münzregal für Aurei und Denarii lag in der Kaiserzeit beim Kaiser und das für Messing- und Bronzemünzen beim Senat.
Die Aurei (auch die Denare und sogar die Scheidemünzen) wurden im Rahmen der allgemein fortschreitenden Münzverschlechterung, beginnend schon mit Nero, im Raugewicht und Feingehalt – anfänglich noch verdeckt – ständig verringert bzw. mit Kupfer als Beilegierung „gestreckt“, um das Raugewicht vorerst noch zu halten. Unter Gallienus war sein Gewicht schon auf etwa 6,12 g abgefallen. Bei den Aurei wurde häufig auch Silber an Stelle oder zusammen mit Kupfer beilegiert, was die Farbe der Münze manchmal dunkler erscheinen lässt. Ursache für diese Währungskrisen waren Kriege und Aufstände innerhalb und außerhalb des Imperiums und der damit verbundene hohe Geldbedarf für das Militär, der nicht durch das reguläre Steueraufkommen zu bedienen war. Weitere Ursachen waren die aufwendige kaiserliche Hofhaltung und die umfangreichen römischen Baumaßnahmen. Besonders die „privilegierten“ Provinzial- und Militärprägungen aller Nominale weisen größere Schwankungen meist nach „unten“ im Rau- und Feingewicht auf, was ein reiches Betätigungsfeld für die damaligen Geldwechsler und Bankiers auftat. Geldumtauschaktionen nach der Einsetzung eines neuen Kaisers gab es meist nicht, so dass das römische Geld gewöhnlich viele Jahrzehnte umlief. Ein Aureus (25 Denare) war etwa der Monatslohn eines Legionärs unter Kaiser Augustus, so dass man seine damalige Kaufkraft etwa um mindestens 500 € einschätzen kann – unter Berücksichtigung des damaligen Lebensstandards.
Kaiser Konstantin I. ersetzte den Aureus 309 in der westlichen Reichshälfte und 324 in der östlichen Reichshälfte im Rahmen einer Münzreform durch den Solidus. Dieser hatte das neue Sollgewicht von 1/72 des römischen Pfundes also rd. 4,5 g und war bis zur Eroberung von Konstantinopel (1453) über ein Jahrtausend im Umlauf. Nach dem Ende des weströmischen Kaisertums prägten die Herrscher der germanischen Nachfolgereiche zunächst weiter Solidi und etwa bis zur Münzreform unter Kaiser Karl dem Großen, um 800, vor allem 1/3 Solidus (Tremissis). Der Solidus war die spätantike und mittelalterliche „Leitwährung“ ganz Europas und des Mittelmeerraumes. Siehe dazu auch Schilling, Sou.
Im 3. Jahrhundert v. Chr. gab es (heute sehr seltene) Vorbilder der späteren römischen Aurei, die süditalienischen halben und einfachen Gold-Stater nach griechischem Typus zu 3 (3,41 g) bzw. 6 (6,82 g) Scripula (Skrupel). Deren wertmäßige Einordnung in das damals dominante römische bronzene As-Uncia-Währungssystem bzw. in das südlichere, italienisch-sizilianische Drachmen-Litra-System ist heute sehr schwierig. Weiterhin gab es wohl noch direkte Vorläufer des Aureus, die wahrscheinlich schon in Rom geprägten 20-, 40- und 60-As-Notgoldmünzen der sog. „Adler-Serie“. Diese wurden um 211 v. Chr. etwa zeitgleich in geringer Anzahl – mangels Münzsilber – parallel zur Denar-Einführung geprägt.
Allgemein kann gesagt werden, dass eine „jahrgenaue“ Bestimmung aller frühen römischen und griechischen Münznominale und deren Münzstätten mangels meist nur weniger Schriftzeichen auf den Münzen sehr schwierig ist und daher noch weiterer Forschung bedarf. Echte Aurei in guter Erhaltung sind heute selten und erzielen deshalb sehr hohe Sammlerpreise.
In neuerer Zeit diente der Aureus auch als Apothekergewicht (meist 1,5 Drachmen, etwa 5,6 Gramm, entsprechend) bei den Apothekern.
1993 wurde in der Trierer Feldstraße der weltweit größte römische Goldschatz gefunden. Er umfasste 2650 Aurei (18,5 kg) aus dem ersten und zweiten Jahrhundert n. Chr. Der Schatz ist heute im Rheinischen Landesmuseum Trier ausgestellt.

## Wertigkeiten (Kaiserzeit)
- Aureus (Gold) = 25 Denare (Silber)
- Denar = 2 Quinare (Silber)
- Quinar = 2 Sesterze (Messing, späte S. auch Bronze)
- Sesterz = 2 Dupondien (Messing, späte D. auch Bronze)
- Dupondius = 2 Asse (Bronze/Kupfer)
- As = 2 Semisses (Bronze/Kupfer)
- Semis = 2 Quadrans (Bronze/Kupfer)

Ab Münzreform unter Diokletian, um 295 n. Chr.
- Aureus (Gold) = 25 Argentii (Silber)
- Argenteus = 8 Folles (anfangs noch Billon, dann Kupfer versilbert, zuletzt Kupfer / Bronze)
- Follis = 5 (Zähl-)Antoninian (zuletzt nur noch Kleinstkupfermünze)

Die Bewertung des Argenteus, des Follis, des Antoninians und der Siliqua in einer Nominalreihung zum Aureus (Solidus) besonders nach Diokletian ist heute sehr schwierig, da auf Grund inflationärer Prozesse ab dem 3. Jahrhundert die Rau- und Feingewichte der unedlen Kleinmünzen – trotz einiger aufwertender Zwischenreformen – tendenziell ständig sanken ... Man könnte hier von Parallelwährungen sprechen, wo besonders beim Großeinkauf der Kaufleute untereinander vorher genau der Geldkurs verschiedener Nominale abgesprochen wurde und wie die Bezahlung mit Gold-, Silber- oder Bronzegeld in der Praxis dann erfolgen sollte. Von einer staatlichen Umtauschgarantie von einer bestimmten Summe Kredit- oder Scheidegeld in Wert- oder Kurantgeld (Aurei) kann in den unsicheren, spätrömischen Zeiten nicht mehr gesprochen werden. In dieser Zeit nahm auch der Naturaltausch im Kleinhandel wieder stark zu.
Solche Geldverfallsprozesse wiederholten sich dann im Mittelalter bis in die späte Neuzeit insbesondere in Kriegszeiten und drückten sich dann in solchen Begriffen, wie z. B. „Guter, Leichter oder Schwerer Pfennig / Groschen“ aus. Siehe auch Kipper- und Wipperzeit.
Die damaligen Geldwechsler legten dann den Geldkurs zum Aureus (Solidus), der ihnen präsentierten Kleinmünzen, ganz genau anhand von Gewicht und Münzbild sowie ihren Profitvorstellungen fest. Spätrömische, gesetzliche Festlegungen der Münzkurse verschiedener Nominale zueinander hatten daher in der Praxis nur begrenzte Bedeutung. Ebenso waren kaiserliche Preis- und Lohnfestlegungen nur noch sehr zeitlich und territorial beschränkt durchsetzbar. Hinzu kommt noch, dass spätrömische Kupferprägungen auch schon damals sehr gern gefälscht wurden.
Siehe auch Solidus, Tremissis, Multipla, Siliqua.